# Sanktuarium Fortuny w Praeneste

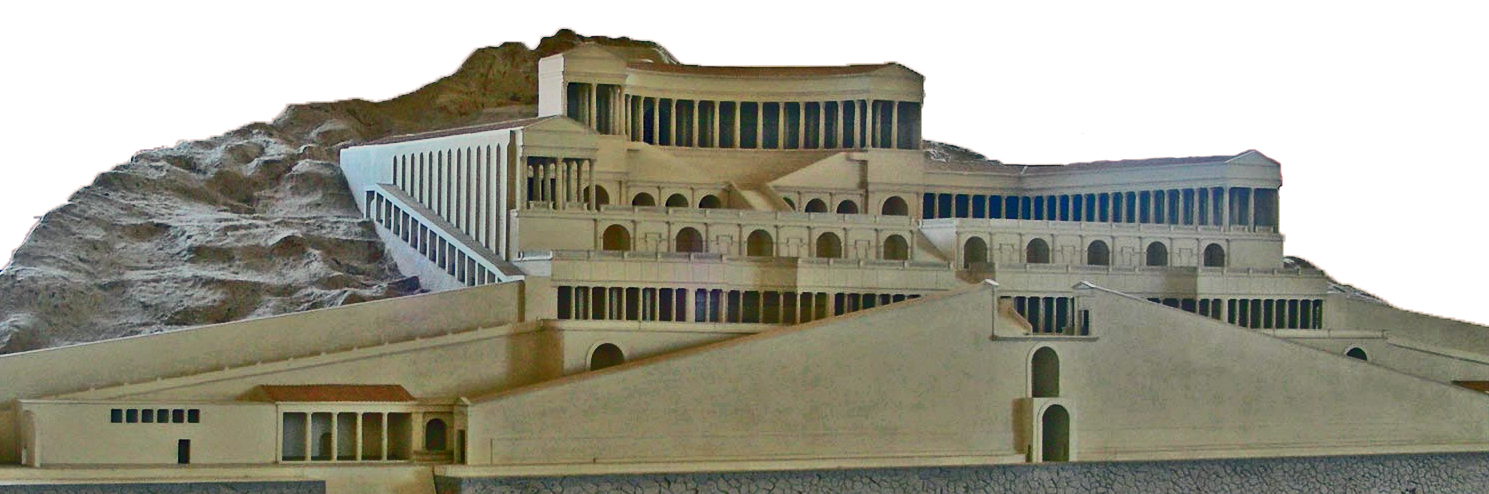
Rekonstrukcja wyglądu sanktuarium

Sanktuarium Fortuny Primigenii w Praeneste – wielki kompleks architektoniczny z sanktuarium poświęconym bogini Fortunie z przydomkiem Primigenia, znajdujący się w starożytnym Praeneste (obecnie Palestrina). Było to jedno z największych założeń architektonicznych okresu późnej republiki i jedno z dwóch głównych miejsc kultu Fortuny w Italii.
Najstarsze obiekty na terenie sanktuarium w Praeneste zaczęły powstawać w IV wieku p.n.e., ostatecznie ukształtowało się ono na przełomie II i I wieku p.n.e. Sanktuarium zostało zniszczone w 82 roku p.n.e. przez wojska Sulli, oblegające broniącego się w mieście syna Gajusza Mariusza. Po zakończeniu zmagań wojennych zwycięski wódz, uważający się sam za wybrańca Fortuny, przystąpił do odbudowy sanktuarium.
Usytuowane na stoku góry olbrzymie założenie po pracach przeprowadzonych za czasów Sulli składało się z dwóch poziomów: dolnego i górnego, z różnicą poziomów między nimi wynoszącą ponad 160 metrów. Jego wygląd został zainspirowany monumentalnymi tarasowymi założeniami architektonicznymi okresu hellenistycznego takimi jak Pergamon czy Rodos. Dolny poziom, o fasadzie długości prawie 400 metrów, składał się z czteronawowej bazyliki przylegającej do kryptoportyku z oknami pomiędzy kolumnami, której przedłużeniem był dwukondygnacyjny portyk z dwoma małymi pomieszczeniami, usytuowanymi symetrycznie po obu stronach wejścia. Z lewej strony znajdowała się naturalna grota zamieniona w nimfeum, po prawej zaś niewielka salka zakończona absydą i z podium ozdobionym fryzem doryckim. W grocie i salce znajdowały się dwie mozaiki: jedna przedstawiająca ryby, druga (tzw. Mozaika Barberini), z pejzażem przedstawiającym rzekę Nil. Mozaiki te znajdują się obecnie w Museo Nazionale Prenestino.

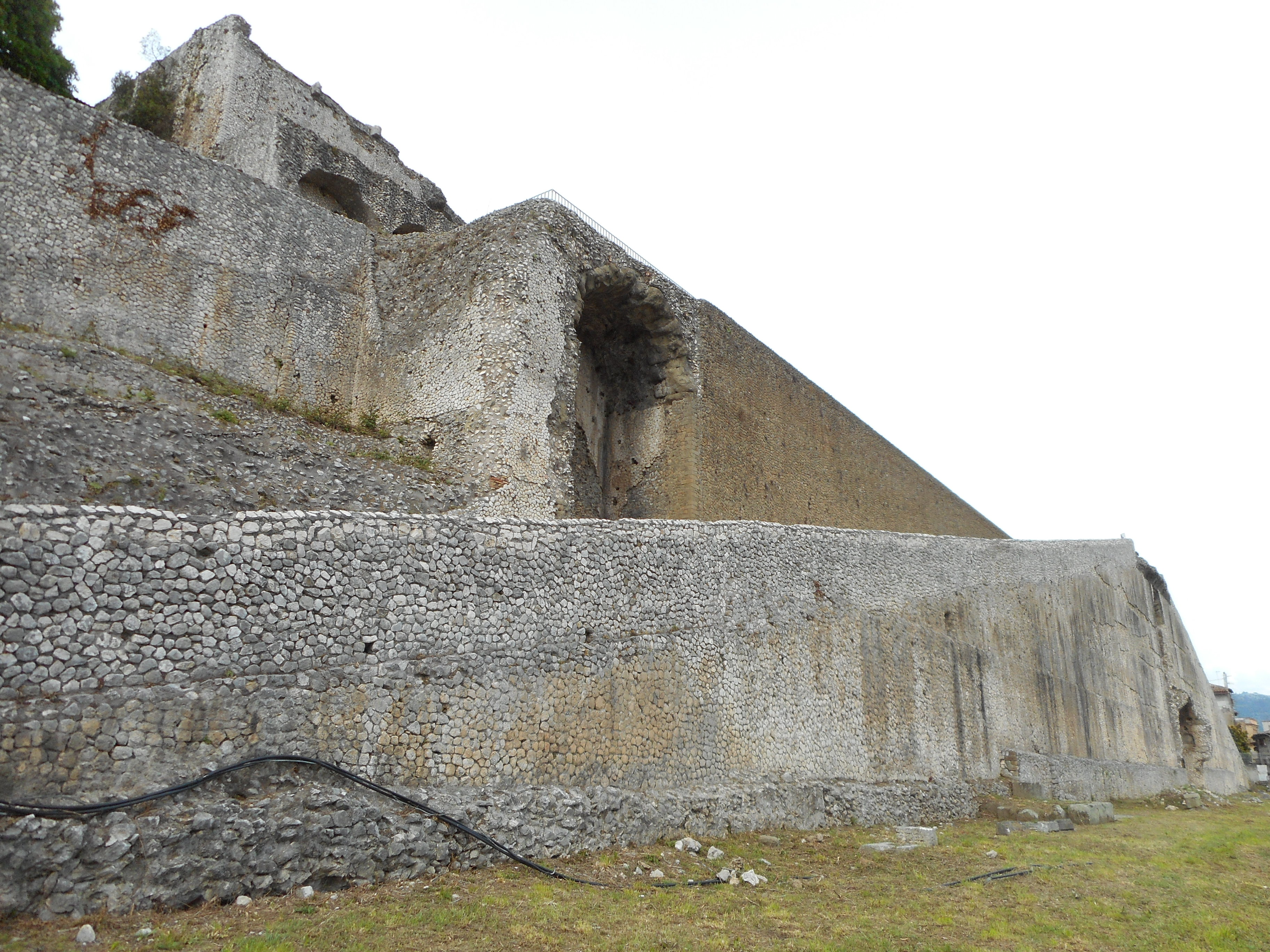
Fragment znajdujących się w zboczu góry tarasów dawnego sanktuarium, odsłoniętych po bombardowaniu w czasie II wojny światowej

Górny poziom sanktuarium składał się z pnących się stopniowo ku górze ośmiu tarasów, z których pierwszy, drugi i piąty wzmocnione były murem zbudowanym w opus polygonale. Na drugim tarasie znajdował się portyk kolumnowy i pięć nimfajonów. Na trzecim tarasie umieszczono wielką rampę wiodącą na wyższe poziomy, flankowaną symetrycznie dwoma eksedrami, częściowo zamkniętą, częściowo obudowaną kolumnadą w porządku doryckim. Na tarasie czwartym zbudowano portyk w porządku jońskim. Poziom piąty, umiejscowiony mniej więcej w jednej piątej wysokości schodów, znaczyła brama z półkolumnami w porządku doryckim. Przestrzeń szóstego tarasu zajmował dziedziniec o wymiarach 153×112 m, zamknięty z trzech stron podwójnym portykiem w porządku korynckim. Dalej poprzez położone wyżej arkadowe przejścia wchodziło się schodami półkolistej eksedry otoczonej u góry dwukolumnowym portykiem korynckim na najwyższy poziom, gdzie znajdowała się najważniejsza część sanktuarium – niewielki tolos z posągiem Fortuny.
Sanktuarium funkcjonowało do IV wieku n.e. Uległo zniszczeniu w okresie średniowiecza, gdy na gruzach starożytnego Praeneste wyrosła dzisiejsza Palestrina. Znaczną jego część pokryły wówczas domostwa i kościoły, pomimo to ogólny zarys i niektóre elementy pozostały nadal widoczne. Na najwyższym poziomie zbudowano pałac rodu Vitelleschi, w XVII wieku przebudowany przez ród Barberinich, obecnie mieszczący muzeum. Część znajdujących się w zboczu góry tarasów została odsłonięta w wyniku II wojny światowej, po tym jak lotnictwo amerykańskie w 1944 roku omyłkowo zbombardowało Palestrinę, niszcząc znajdujące się tam zabudowania, co umożliwiło później przeprowadzenie prac archeologicznych.